# 異戊醇
異戊醇（英語：isoamyl alcohol）是一種清澈無色的液體，分子式為(CH3)2CHCH2CH2OH。它是八種戊醇的醇類同分異構物中的一種。它是生產香蕉油的主要成分，香蕉油是一種自然界中發現的酯，也是工業中的香料。

## 製備

### 從雜醇油中提取
通過雜醇油的分餾可以製得異戊醇。雜醇油的主要成分為戊醇、丁醇等高級醇以及少量酯類與醛類，是酒精發酵的副產物。一般而言，從雜醇油精煉出的戊醇中含有約85%的異戊醇，但其比例容易隨發酵原料的不同而異。

### 氫甲醯化反應
另外一種方式是讓異丁烯在高壓（10-100atm）加熱（40-200°C）的環境下經由羰基鈷的催化，與氫氣以及一氧化碳反應產生異戊醛中間體，緊接著氫化便能得到異戊醇。這也就是化學工業上常用於製備醛類的氫甲醯化反應。
 + CO + H2 {\displaystyle \rightarrow } 

## 用途
- 香蕉油在工業上由乙酸與異戊醇經由酯化反應得到，其中香蕉油常被用來配製食品香精。

- 異戊醇是柯瓦克試劑（Kovac's reagent）的主要成分，能用於測試吲哚的存在。
- 異戊醇與氯仿的混合物常被作為消泡劑使用。[7]
- 在酚－氯仿萃取法裡，將異戊醇加入氯仿中能抑制RNA酶活性，並避免RNA溶於長鏈多聚腺苷酸中。[8]
- 異戊醇是黑松露香味的主要來源。
- 虎頭蜂使用異戊醇作為費洛蒙來吸引同巢的虎頭蜂過來攻擊。[9]
- 異戊醇與亞硝酸鈉酯化形成的亞硝酸異戊酯能使血管擴張，用於治療心絞痛或冠狀動脈疾病。